# Storckiella vitiensis
Storckiella vitiensis é uma espécie vegetal da família Fabaceae.
Apenas pode ser encontrada nas Fiji.